# 후지요시다시
후지요시다시(일본어: 富士吉田市)는 일본 야마나시현 동남부에 있는 시이다. 후지산 북쪽, 후지 5호 중동부에 있고 남쪽에 후지산이 있어서 북쪽으로 갈수록 고도가 낮고 경사가 완만해진다.

## 지리
후지산 북쪽, 후지 5호 중동부에 위치한다. 동부에는 가쓰라가와강이 남쪽에서 북쪽으로 흐르고 중부의 저변·분지를 미야가와강 등의 지류가 역시 남쪽에서 북쪽으로 흐른다. 멀리서 후지산을 바라볼 수 있는 아라쿠라야마 센겐 공원이 조성되어 있다.
시가지는 후지산 기슭에서 남북으로 길게 뻗어 있다. 고도가 낮은 북쪽이 시모요시다(下吉田), 고도가 높은 남쪽이 가미요시다(上吉田)이다. 옛 시가지는 시모요시다에 있었지만 후지강 수운의 융성과 함께 후지산 등산로 입구와 가까운 가미요시다로 이동했다가 철도가 깔리면서 다시 시모요시다 방면으로 중심이 이동했다. 그리고 최근에는 가미요시다의 국도 139호선 주변으로 상점이 증가했기 때문에 중심이 좀 더 남쪽으로 이동하고 있다.
시가지 남서단에는 후지카와구치코정에 걸쳐 후지 급행이 운영하는 레저 시설인 후지큐 하이랜드가 있다. 남쪽은 후지산 기슭으로 일컬어지며 이 부근에는 육상자위대의 훈련 시설인 기타후지 연습장이 있다.
농업에 적합하지 않은 지방 풍토 때문에 예로부터 잡곡 재배와 후지산 기슭 경사지에 흐르는 유수를 이용해 보리 농사를 하였고 분식 요리가 일상식이었다. 전후에는 쌀도 증산되어 식생활은 바뀌고 있다. "요시다의 우동"으로도 유명하다.

### 인접한 자치체
- 야마나시현
  - 쓰루시
  - 미나미쓰루군 니시카쓰라정, 오시노촌, 야마나카코촌, 나루사와촌, 후지카와구치코정

- 시즈오카현
  - 후지노미야시
  - 슨토군 오야마정

## 역사
- 1875년 1월 9일 - 미즈호촌, 묘켄촌, 후쿠치촌이 탄생하였다.
- 1939년 8월 1일 - 미즈호촌이 정으로 승격해 시모요시다정이 되었다.
- 1947년 11월 23일 - 후쿠치촌이 정으로 승격해 후지카미요시다정이 되었다.
- 1948년 4월 1일 - 묘켄촌이 정으로 승격해 묘켄정이 되었다.
- 1951년 3월 20일 - 미나미쓰루군 시모요시다정·묘켄정·후지카미요시다정이 합병해 후지요시다시가 성립하였다.
- 1960년 1월 1일 - 니시카쓰라정의 일부를 편입해 현재의 시역이 되었다.

## 교통

### 철도
- 후지 급행 후지 급행선
  - 고토부키역 - 요시이케온센마에역 - 시모요시다역 - 겟코지역 - 후지산역

### 도로
- 주오 자동차도
- 히가시후지고코 도로
- 국도 제137호선
- 국도 제138호선
- 국도 제139호선
- 국도 제300호선

## 인구
| 연도 | 인구   | ±%     |
| ---- | ------ | ------ |
| 1940 | 49,960 | —      |
| 1950 | 61,882 | +23.9% |
| 1960 | 42,607 | −31.1% |
| 1970 | 50,046 | +17.5% |
| 1980 | 53,569 | +7.0%  |
| 1990 | 54,804 | +2.3%  |
| 2000 | 54,090 | −1.3%  |
| 2010 | 50,612 | −6.4%  |